# وام‌های نیشیهارا

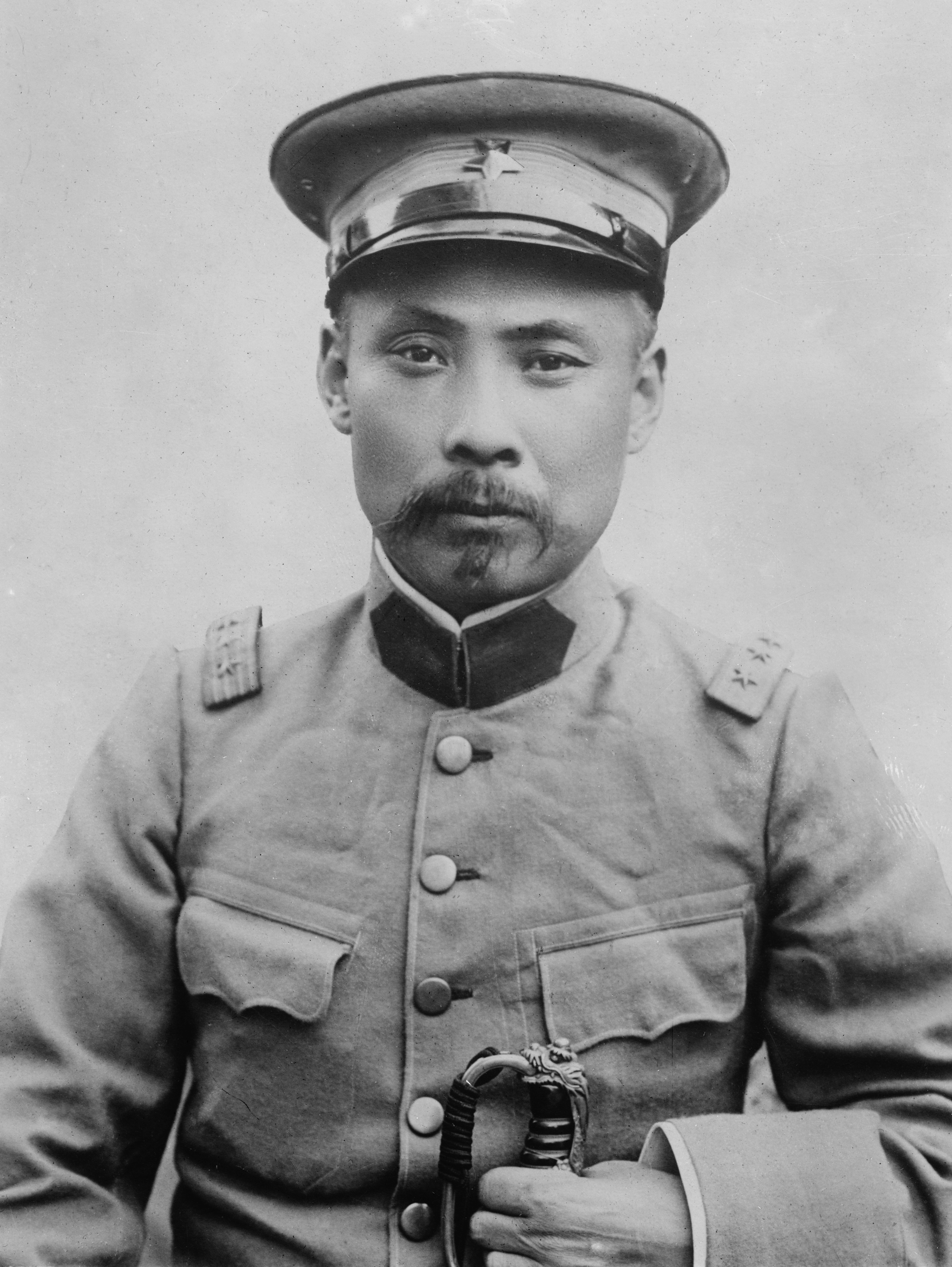
دوان چی ری، گیرندهٔ وام‌های نیشیهارا - ۱۹۱۳

وام‌های نیشیهارا (انگلیسی: Nishihara Loans) یک سری وام بود که توسط دولت ژاپن تحت دولت نخست‌وزیر ژاپن ترااوچی ماساتاکه به فرمانده جنگ‌سالار دوان چی ری از ژانویه ۱۹۱۷ تا سپتامبر ۱۹۱۸ داده شد و او را ترغیب به حمایت از منافع ژاپن در چین کرد.